# Enrique Jackson
Jesús Enrique Jackson Ramírez (Los Mochis, Sinaloa; 24 de diciembre de 1945-Ciudad de México, 1 de diciembre de 2021) fue un político mexicano, miembro del Partido Revolucionario Institucional (PRI). Fue diputado federal y senador, ocupando el cargo presidente del Senado en varias ocasiones.

## Biografía
Tenía estudios truncos de licenciatura en Ciencias Políticas y Administración Pública por la Facultad de Ciencias Políticas y Sociales de la Universidad Nacional Autónoma de México, fue miembro del PRI desde 1970.

## Trayectoria política
De 1977 a 1982 fue director general del Comité Nacional Mixto de Protección al Salario en la Secretaría del Trabajo y Previsión Social y de 1983 a 1985 fue director general de Leche Industrializada CONASUPO (LICONSA).
En 1985 fue nombrado titular de la Delegación Cuauhtémoc del entonces Distrito Federal, como consecuencia directa a las graves críticas recibidas por su antecesor en el cargo, Carlos Fabre del Rivero, por su falta de acción tras el Terremoto de México de 1985, cuyos mayores daños estuvieron en dicha demarcación territorial. Permaneció en el cargo hasta 1988 en que fue secretario general de Protección y Vialidad del Departamento del Distrito Federal. De 1989 a 1990 fue coordinador general de transporte y administrador general del sistema de Transporte Ruta 100.
De 1990 a 1992 fue presidente del PRI en el Distrito Federal y de 1992 a 1993 secretario de Organización del comité ejecutivo nacional del PRI y en 1993 coordinador de los Programas de Salud y Bienestar Social, y Solidaridad de la Secretaría de Desarrollo Social.
En 1995 fue designado presidente de la Fundación Colosio y de 1995 a 1996 fue secretario de Elecciones del comité ejecutivo nacional. En 1997 fue electo diputado federal por la vía de la representación proporcional la LVII Legislatura. En dicha legislatura, fue vicecoordinador de información y apoyo a las diputaciones estatales del PRI; presidente de la primera Junta de Coordinación Política; secretario de la comisión del Distrito Federal; y miembro de la comisión investigadora del funcionamiento de la Conasupo. 
De 2000 a 2006 fue Senador de la República, siendo electo por el principio de Lista Nacional, y ejerciendo el cargo en las legislaturas LVIII y LIX. Durante ellas, de 2000 a 2001, de 2002 a 2004 y de 2005 a 2006, fue presidente del Senado; además, en diversos periodos se desempeñó como presidente de Junta de Coordinación Política; y como integrante de la Comisión de Defensa Nacional.
Durante este periodo, en 2005 fue precandidato de su partido a la presidencia de la República como miembro de la corriente «Unidad Democrática», corriente integrada sobre todo por varios gobernadores estatales que se oponían a la postulación de Roberto Madrazo Pintado, y que por ello, fueron conocidos coloquialmente por el acrónimo «TUCOM» o «Todos Unidos contra Madrazo». No logró la nominación y continuó con su labor en el Senado.
En 2007 participó como candidato a la dirigencia nacional del PRI en la elección que se celebró el 18 de febrero del mismo año, en fórmula con Sara Latife Ruiz Chávez; y en la que no logró el triunfo, que correspondió a su contendiende, Beatriz Paredes Rangel y su compañero de fórmula, Jesús Murillo Karam.
De 2011 a 2013 fue secretario técnico del Consejo Político Nacional del PRI y delegado del partido en Nuevo León en 2015. Este último año fue electo por segunda ocasión diputado federal por la vía de la representación proporcional a la LXIII Legislatura  que culminó en 2018, y en la que fue integrante de la comisión Bicamaral de Seguridad Nacional; de la comisión de Defensa Nacional; y de la comisión de Marina. Además, la misma legislatura lo nombró en 2016 diputado a la Asamblea Constituyente de la Ciudad de México.

## Muerte
Falleció el 1 de diciembre de 2021 a los 75 años, a causa de un infarto mientras tomaba un baño de vapor en un club de la Ciudad de México.